# Siège du Fort Pulaski
 (mars 2025).
La mise en forme du texte ne suit pas les recommandations de Wikipédia : il faut le « wikifier ».
Les points d'amélioration suivants sont les cas les plus fréquents. Le détail des points à revoir est peut-être précisé sur la page de discussion.
- Les titres sont pré-formatés par le logiciel. Ils ne sont ni en capitales, ni en gras.
- Le texte ne doit pas être écrit en capitales (les noms de famille non plus), ni en gras, ni en italique, ni en « petit »…
- Le gras n'est utilisé que pour surligner le titre de l'article dans l'introduction, une seule fois.
- L'italique est rarement utilisé : mots en langue étrangère, titres d'œuvres, noms de bateaux, etc.
- Les citations ne sont pas en italique mais en corps de texte normal. Elles sont entourées par des guillemets français : « et ».
- Les listes à puces sont à éviter, des paragraphes rédigés étant largement préférés. Les tableaux sont à réserver à la présentation de données structurées (résultats, etc.).
- Les appels de note de bas de page (petits chiffres en exposant, introduits par l'outil «  Source ») sont à placer entre la fin de phrase et le point final[comme ça].
- Les liens internes (vers d'autres articles de Wikipédia) sont à choisir avec parcimonie. Créez des liens vers des articles approfondissant le sujet. Les termes génériques sans rapport avec le sujet sont à éviter, ainsi que les répétitions de liens vers un même terme.
- Les liens externes sont à placer uniquement dans une section « Liens externes », à la fin de l'article. Ces liens sont à choisir avec parcimonie suivant les règles définies. Si un lien sert de source à l'article, son insertion dans le texte est à faire par les notes de bas de page.
- La présentation des références doit suivre les conventions bibliographiques. Il est recommandé d'utiliser les modèles {{Ouvrage}}, {{Chapitre}}, {{Article}}, {{Lien web}} et/ou {{Bibliographie}}. Le mode d'édition visuel peut mettre en forme automatiquement les références.
- Insérer une infobox (cadre d'informations à droite) n'est pas obligatoire pour parachever la mise en page.

Pour une aide détaillée, merci de consulter Aide:Wikification.
Si vous pensez que ces points ont été résolus, vous pouvez retirer ce bandeau et améliorer la mise en forme d'un autre article.
Guerre de Sécession
Batailles
- Fort Sumter
- USS St. Lawrence
- Head of Passes
- Santa Rosa Island
- Port Royal

- Fort Pulaski
- 1er Pocotaligo
- Secessionville
- Simmon's Bluff
- Tampa
- St. Johns Bluff
- 2e Pocotaligo

- 1er Fort McAllister
- Wassaw Sound
- USS New Ironsides
- Fort Brooke

- Gainesville
- Olustee
- USS Housatonic
- Bataille de Mobile Bay
- Vernon

Natural Bridge
Le siège du Fort Pulaski (ou le siège et la réduction du fort Pulaski) se conclut avec la bataille du fort Pulaski qui se déroule du 10 au 11 avril 1862 pendant la guerre de Sécession. Les forces de l'Union installées sur Tybee Island et les forces navales mènent un siège de 112 jours qui se termine par la capture du fort Pulaski tenu par les confédérés au terme d'un bombardement de 30 heures. Le siège et la bataille sont importants par le fait de l'utilisation novatrice de canons rayés qui rendent les défenses côtières obsolètes. L'union initie des opérations amphibies à grande échelle.
La capitulation du fort enlève de manière stratégique à Savannah sa fonction de port. L'Union étend son blocus et ses aides à la navigation vers la côte atlantique, puis redéploie la plupart de ses 10 000 hommes. La défense terrestre et navale confédérée bloque l'avance fédérale pendant plus de trois mois, sécurise la ville et empêche toute avance de l'Union ultérieure venant de la mer durant la guerre. Les liaisons ferroviaires côtières sont étendues pour faire le blocus de Charleston en Caroline du Sud.
Le fort Pulaski est situé sur l'île Cockspur, en Géorgie, près de l'embouchure du fleuve Savannah. Le fort contrôle les routes d'accès maritimes de la ville de Savannah. Elle a une importance commerciale et industrielle en tant que port d'exportation du coton, que centre ferroviaire et que plus grand centre de production manufacturière de l'État, dont un arsenal d'État et des chantiers navals privés. Deux estuaires au sud conduisent au fleuve Savannah derrière le fort. Immédiatement à l'est de Pulaski, et à portée de vue de Hilton Head Island, en Caroline du sud, se trouve Tybee Island avec un phare.

## Contexte
Le fort Pulaski a été construit en tant de fort de « troisième génération » du système de défense côtière des États-Unis construit sur des terrains cédés par l'État de Géorgie aux États-Unis. Autorisée par des dotations budgétaires du Congrès débutées sous l’administration de  James Madison, la construction des forts de troisième génération a été pilotée par les secrétaires à la guerre des États-Unis James Monroe de Virginie, William H. Crawford de Géorgie, et John Calhoun de Caroline du Sud.
La nouvelle construction remplace les deux forts précédents sur Tybee Island. Un fort colonial britannique avait été détruit lors de la guerre d'Indépendance. Le premier fort des États-Unis, autorisé pendant l’administration de Washington, avait été balayé par un ouragan en 1804. La construction du fort Pulaski commence en 1830 et se termine en 1845 pendant l'administration de John Tyler un successeur du secrétaire à la guerre des États-Unis John Bell du Tennessee. Le nouveau fort est baptisé en l'honneur de Casimir Pulaski, le héros polonais de la guerre d'Indépendance. Un jeune lieutenant Robert E. Lee a servi en tant qu'ingénieur lors de la construction du fort, alors qu'il résidait à Savannah.
| - Charles H. Olmstead Commandant du Fort Pulaski - Fort Pulaski Monument national au sud-est, coin supérieur droit - Quincy A. Gillmore Commandant des forces assiégeantes de l'Union |

Le système de fort de troisième génération étend les défenses en aval de Savannah à partir du « vieux » fort Jackson, un fort du « système de deuxième génération » qui avait été construit près de la ville pour défendre les voies d'accès immédiates à ses quais. Lors des élections nationale de 1860, les sécessionnistes du Sud lancent des menaces de guerre civile, et s'opposent à l'élection. Suivant la politique du président James Buchanan et de son secrétaire à la guerre John B. Floyd de Virginie, l'administration Lincoln nouvellement investie n'implante pas de garnison, ni ne défend les forts, les arsenaux ou les  bureaux du Trésor américain dans le Sud. Cette politique se poursuit jusqu'au 12 avril 1861 avec le fort Sumter, en Caroline du Sud, juste au nord du fort Pulaski le long de la côte atlantique.

### Département de Géorgie

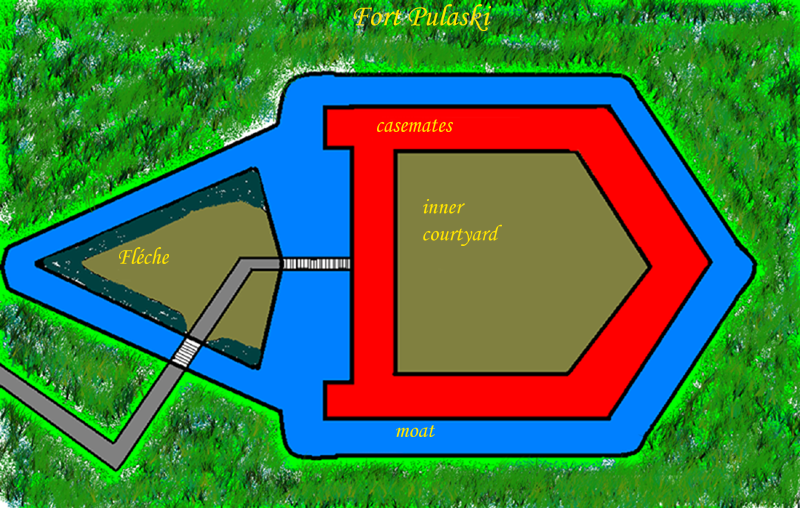
Plan du fort montrant les caractéristiques et les lignes, demi-lune
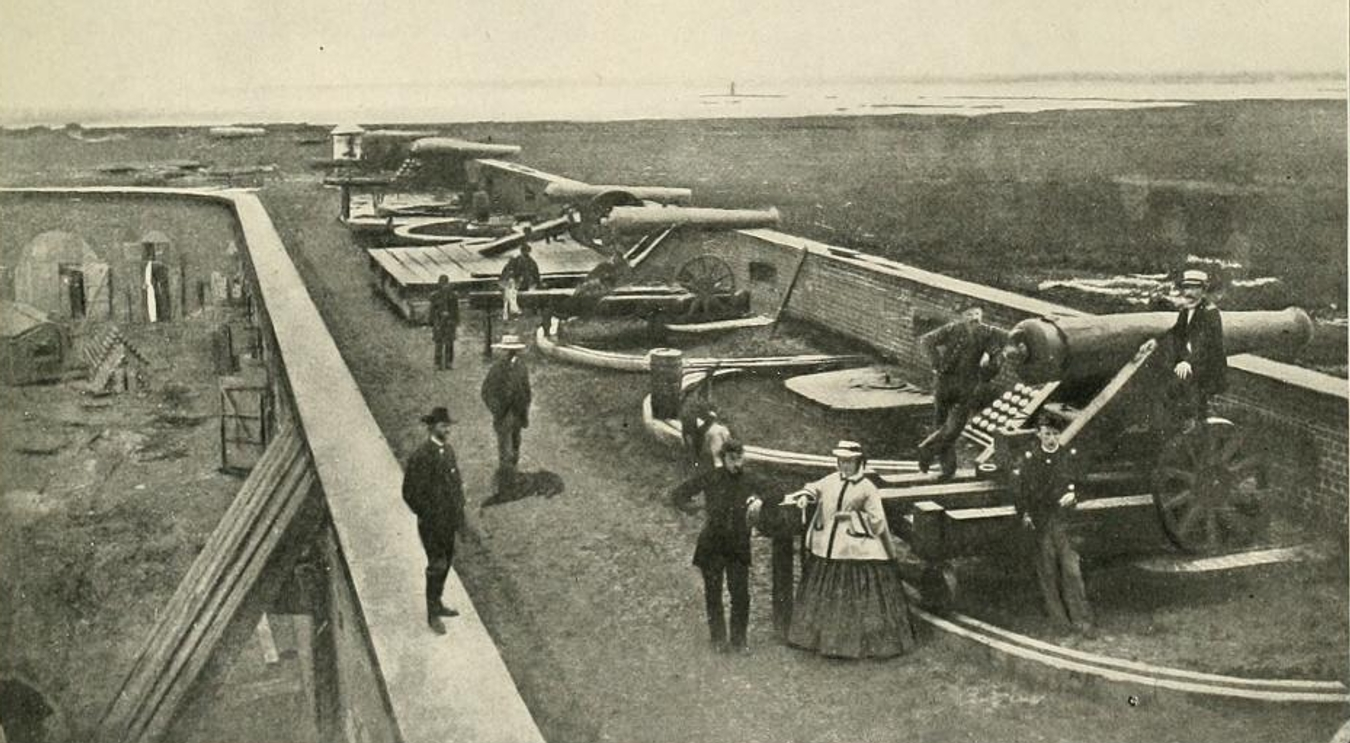
Parapet au sud-est, canons à barbette du mur sud
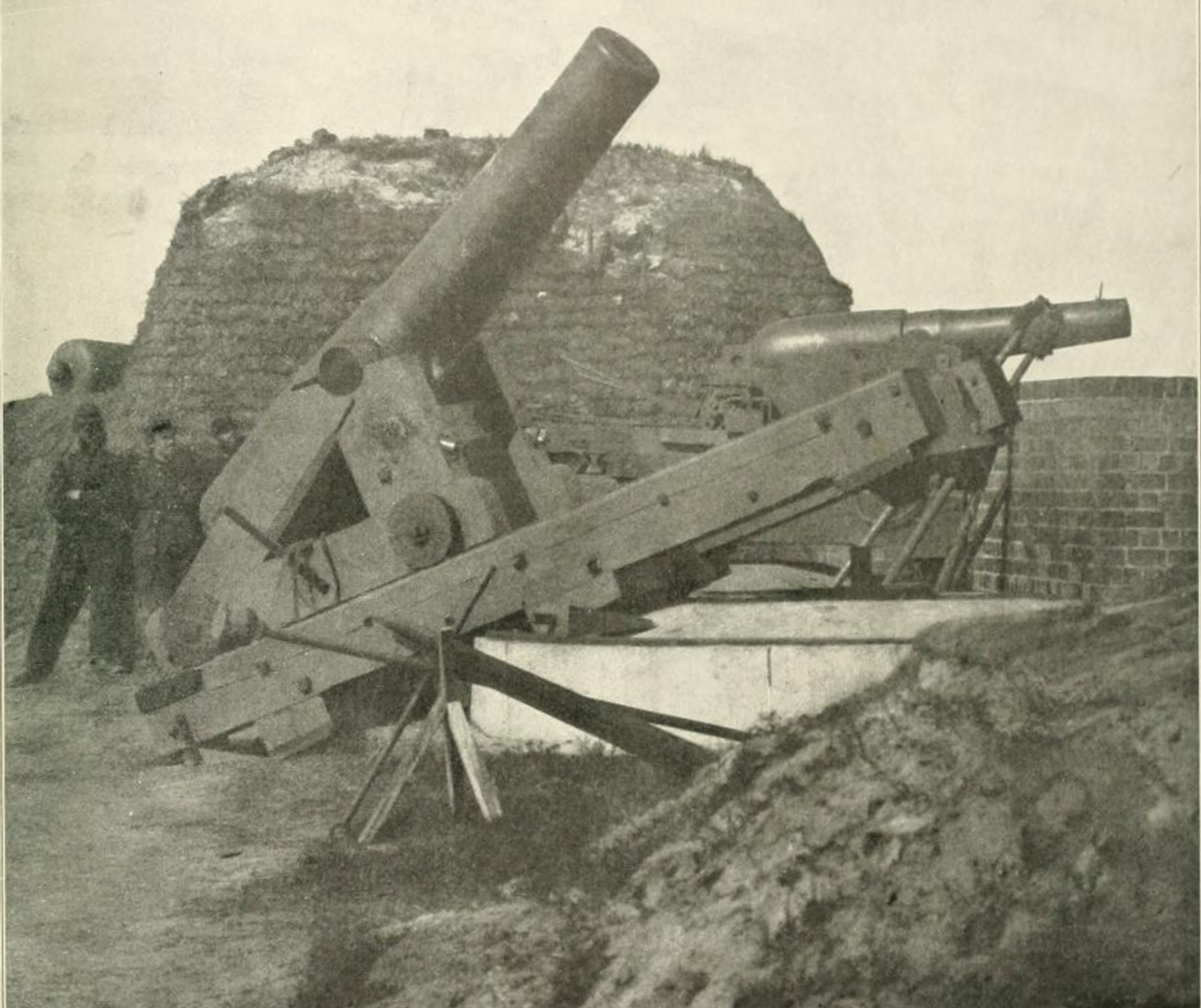
Canons de 200 mm utilisés comme mortiers tenus par l'Union pour le mouvement de nuit
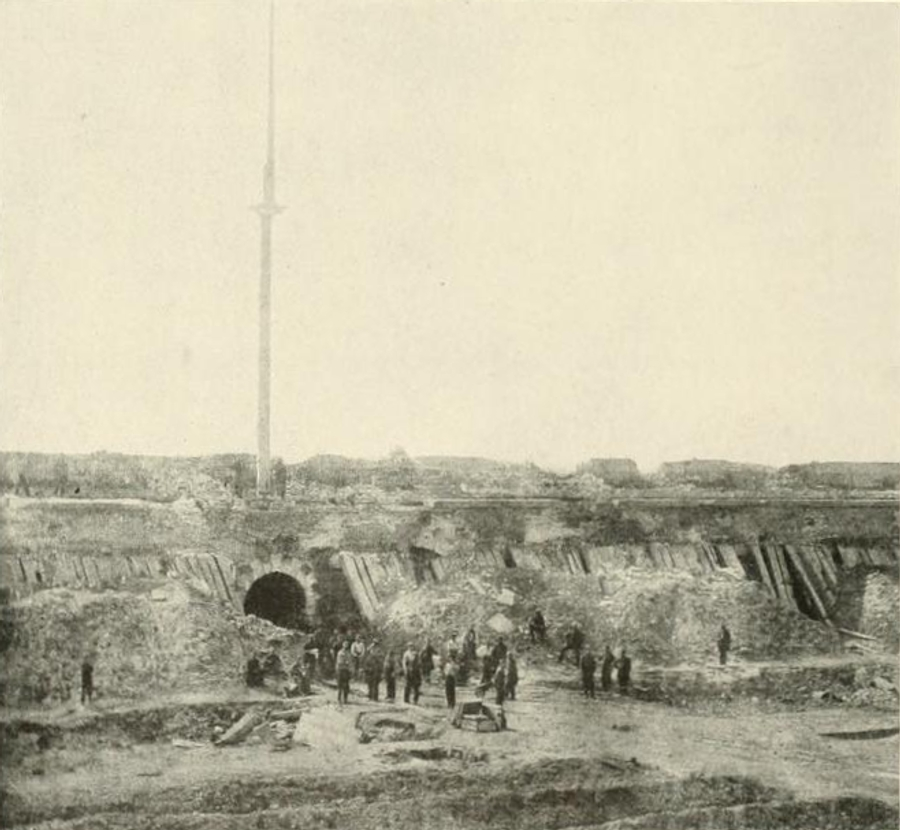
Abris anti-bombe en bois, cours retranchées contre les ricochets

Le 3 janvier 1861, seize jours avant la sécession de la Géorgie hors de l'Union, la milice volontaire saisit le fort Pulaski contre le gouvernement fédéral  et, avec les forces confédérées, commence la réparation et l'amélioration de l'armement. Fin 1861, le commandant du département de Géorgie, le général Alexander Robert Lawton est transféré à Richmond. Le 5 novembre 1861, le général Robert E. Lee assume le commandement du « département de Caroline du Sud, de Géorgie et de Floride », nouvellement créé.
Le rapport d'octobre de Lawton à son département répertorie 2 753 hommes et officiers dans les environs de Savannah, soit pratiquement des troupes sous son commandement. Le First Georgia Regulars est affecté à Tybee Island. Il construit une batterie sur Tybee Island et l'occupe, ainsi que des postes de guet le long de la plage. Le régiment est réaffecté en Virginie, partant le 17 juillet 1861. Le First Volunteers Regiment  de Géorgie d'Olmstead devient la garnison du fort Pulaski jusqu'au terme du siège de l'Union.
Le fort Pulaski est considéré comme invincible avec ses murs en brique de 2,3 mètres et les renforts des piliers de maçonnerie. Le général Robert E. Lee avait expertisé précédemment les défenses du fort en compagnie du colonel Olmstead et avait statué, « ils rendront l'endroit assez chaud avec leurs obus, mais ils ne peuvent briser les murs à cette distance ». De grands marais entourent le fort de toutes parts et sont infestés d'alligators. Aucun navire ne pourrait s'approcher en sécurité à portée efficace, et des batteries terrestres ne pourraient être positionnés plus près que sur Tybee Island, soit à 2,4 kilomètres (1,5 mile). Au-delà de 640 mètres (700 yards), les canons lisses et les mortiers n'ont que peu de chance de casser les solides murs de maçonnerie. Au-delà de 900 mètres (1 000 yards) les chances de réussite sont nulles. Le chef des ingénieurs U.S. Joseph Gilbert Totten, est cité pour avoir dit, « vous pourriez tout aussi bien bombarder les « Rocky Mountains ». S'il y avait une chance de réussir un siège, c'était en poussant à la famine la garnison pour qu'elle se rende ».
Le service réalisé par la garnison du fort avec des troupes inexpérimentées rattrape le temps perdu. En mai par exemple, un correspondant d'un journal rapporte que les confédérés utilisent le début de matinée pour des travaux lourds tels que monter des lourdes pièces de canon. Vient ensuite une heure et demie de maniement des canons lourds, avec des tirs d'instruction ou réels de 1,5 kilomètre à 3 kilomètres. La compétence de chacune des équipes de canonniers est suivie dans un livre de « pratique de ciblage ». Les troupes sont testées sur les compétences en artillerie, puis déjeunent à une heure. Les équipes de service retournent travailler, les officiers réexaminent les tactiques d'infanterie, puis les enseignent aux hommes pendant une heure. Les équipes de service sont rappelées à 18 heures. Ensuite à la « parade en ligne », la garnison effectue des exercices d'infanterie, y compris des manœuvres de formations de combat. Le souper suit, ainsi qu'une heure de lecture du règlement militaire, et extinction des feux à 21 heures.
De manière opérationnelle, le général Robert E. Lee installe à Savannah l'état-major du commandement du « département de la côte de Caroline du Sud, de Géorgie et de Floride ». Il retourne au fort qu'il a aidé à construire durant les premières années de sa carrière militaire. Il avait joué un rôle dans ingénierie d'écoulement des marées autour du fort, là où un ouragan avait détruit la structure précédente sur le site. Il connaît la configuration locale du terrain et des marées.

### Défense en profondeur
Quand les forces de l'Union prennent pied sur Tybee Island, les travaux du fort Pulaski avaient progressé lentement, mais l'appréciation de Robert E. Lee, en tant que commandant du district est que le « fleuve ne peut être forcé ». Le vieux fort Jackson a été armé, renforcé et « forme une barrière intérieure ». Le canal de Savannah est bloqué. En décembre, Lee conclut que, comme les fédéraux ont coulé des navires hors d'âge (Stone Fleet) dans la baie de Charleston, il ne devraient pas chercher à l'utiliser. « Nous devons nous efforcer à être prêts contre des assauts autre part sur la côte sud ». Pour s'en assurer, des navires supplémentaires sont coulés par les confédérés dans les eaux côtières qui mènent derrière le fort Pulaski.

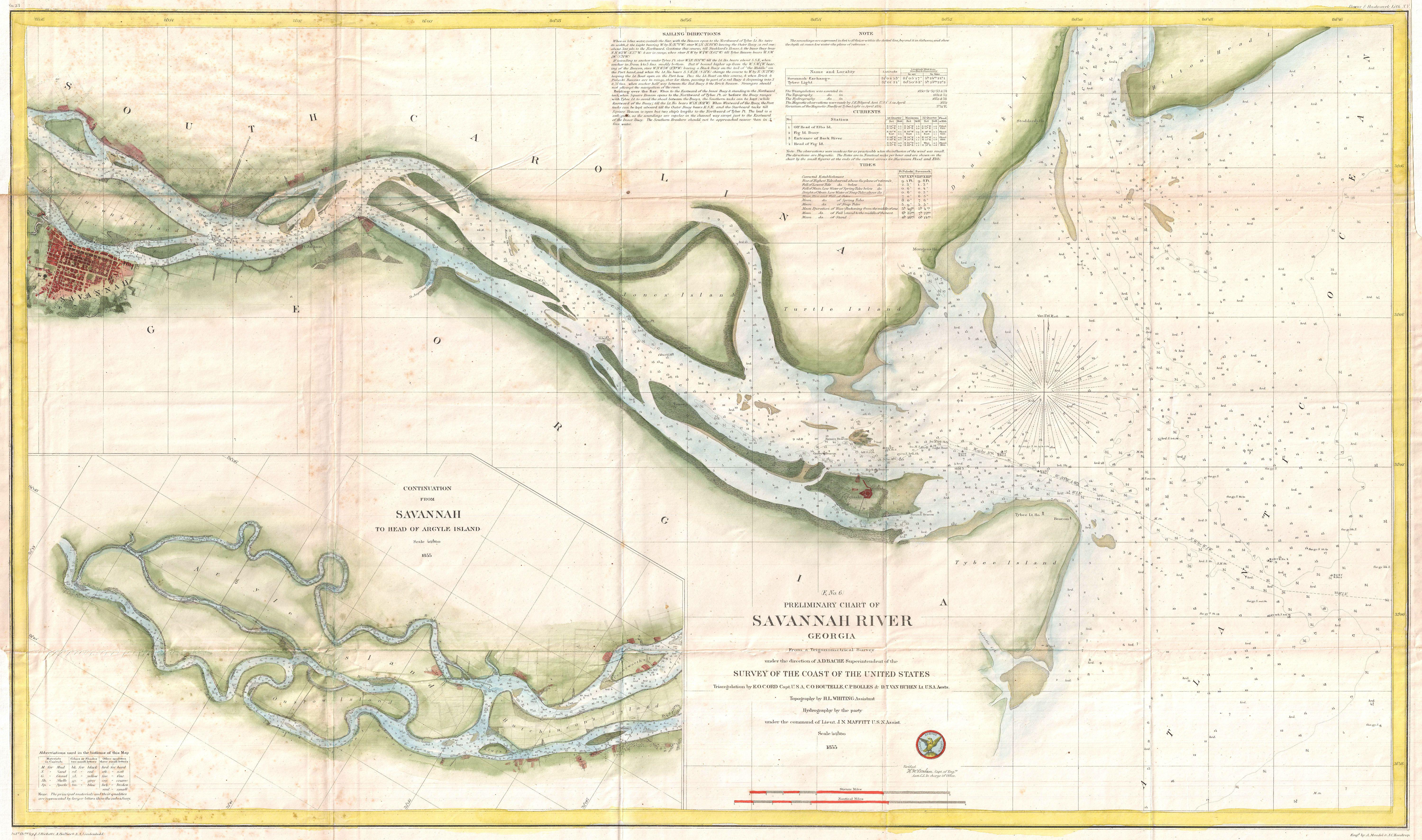
Carte de navigation de 1855. ville de Savannah cartographié à gauche en rouge, au centre « Old Fort Jackson », Fort Pulaski sur l'île de Cockspur à l'embouchure du fleuve. Rive nord de Tybee Island en bas à droite

Lee fait venir le commodore Josiah Tattnall de son commandement sur le fleuve James où il a fait débarquer des marins sous la menace d'une attaque imminente des monitors de l'Union pour étendre les fortifications de Richmond juste après le combat de Hampton Roads. Tattnal arme les batteries avec ses artilleurs pour repousser les attaques des monitors qui menacent les forges de Richmond (Tredegar Iron Works). Les marins de Tattnall sont assignés à des fonctions similaires au fort Jackson de Savannah. Portant son attention sur les défenses du fort Pulaski, Lee anticipe un mouvement de l'Union qui viserait à installer des batteries au-dessus du fort. Il ordonne de placer des canons pour couvrir les positions probables derrière le fort Pulaski qu'utiliseraient les fédéraux pour établir un siège.
En janvier, à la suite d'une attaque d'une canonnière de trois canons sur sept canonnières de l'Union sur le fleuve, l'estimation de Lee est qu'« il n'y a rien que l'on puisse faire pour les empêcher d'atteindre le fleuve Savannah, et nous n'avons rien à flot qui puisse contester leur tentative ». Le fort Pulaski, appartenant à la troisième génération, un fort scientifiquement conçu pour la défense côtière, a toujours quatre mois de provisions. Le principal objectif devient alors, « nous devons nous efforcer de défendre la ville ». Le quai flottant de la ville est coulé en tant que nouvel obstacle sur le fleuve.
En mars, Lee transmet les ordres au département à la guerre de commencer le transfert de régiments Floride vers le Tennessee pour rétablir les opérations à la suite des « désastres de nos armes » là-bas. Les troupes de Géorgie sont envoyées en Virginie en juillet, d'autres troupes complémentaires sont aussi envoyées au Tennessee. Le gouvernement confédéré requiert un retrait des forces côtières vers l'intérieur de Caroline du Sud et de Géorgie pour améliorer la sécurité des plantations qui assurent le ravitaillement des armées. En Floride, seul le fleuve Apalachicola doit être défendu à tout prix parce que les canonnières de l'Union peuvent pénétrer en profondeur au sein de la Géorgie.
Au moment du transfert de Lee vers Richmond, il détaille la construction urgente de défenses et appelle une « attention sérieuse et méticuleuse » de Lawton sur la probable approche de la ville par les fédéraux. « Il semble maintenant qu'ils voudront prendre le fleuve Savannah ». Les canons placés dans les batteries de l'île doivent être enlevés des terres et autour les lignes de défense de Savannah. Des obstacles dans le fleuve au-dessus de la ville doivent être placés manuellement par des planteurs en amont au cas où il y aurait un contournement par le fort McAllister. « Tout effort doit être fait » pour retarder ou empêcher une progression supplémentaire de l'ennemi directement en amont des approches du fleuve Savannah. « S'il tente d'avancer ses batteries dans les marais et les îles, il doit être repoussé, si possible ». Des éclaireurs sont envoyés pour « découvrir sa première implantation quand elle peut être brisée ». Une batterie supplémentaire de trois canons à MacKay’s Point n'est pas censée arrêter une percée en forces de canonnières fédérales, mais avec le soutien des canonnières de Tattnall, elle peut empêcher la construction de batteries de l'Union sur Elba Island qui menaceraient le vieux fort Jackson.

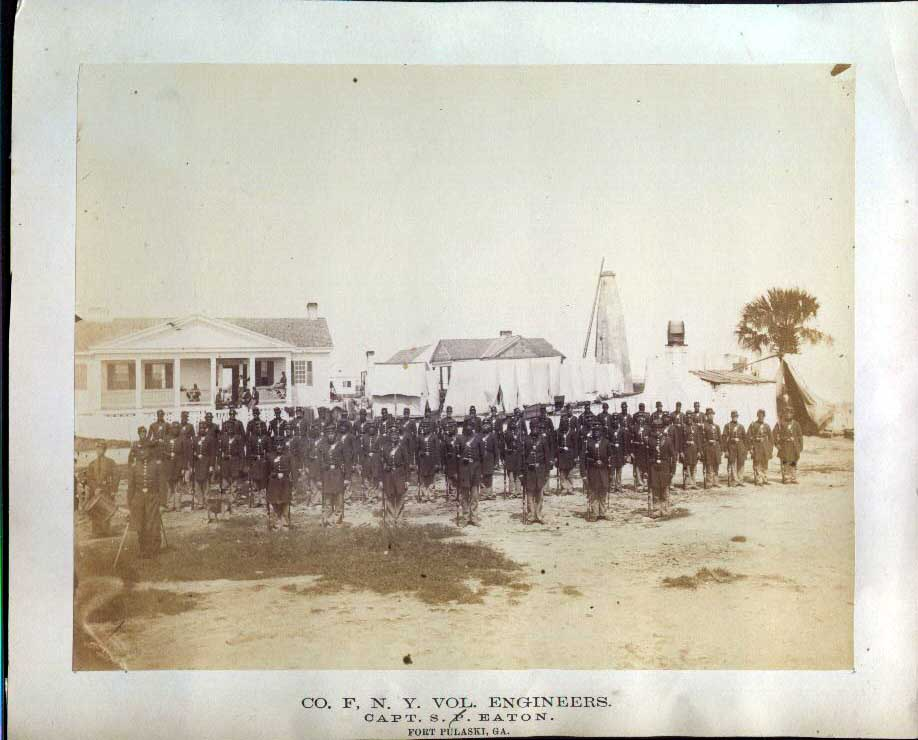
Un phare confédéré érigé derrière une compagnie d'ingénieurs de l'Union

Deux batteries supplémentaires sont ajoutées au fort Jackson existant de Savannah, à environ cinq kilomètres (3 miles) en aval de la ville. Les défenseurs construisent des barges incendiaires. Lee place en premier une batterie à Causton’s Bluff qui commande les estuaires navigables qui mènent au fleuve Savannah derrière le fort Pulaski. Une autre batterie est ensuite ajoutée plus en amont sur Elba Island, bloquant ainsi toutes les approches de Savannah. Le commandant de la marine de l'Union, l'amiral Samuel F. Du Pont, mène une reconnaissance du système de défense aval conçu par Lee. Lorsque le général commandant les forces militaires, le général Thomas W. Sherman, insiste pour forcer les batteries de Lee situées sur les bords du fleuve contre les recommandations de Du Pont, il est transféré sur le théâtre de l'ouest et remplacé par le général David Hunter.
La flotte de l'Union explore les bras de mer de l'Atlantique et les marais côtiers avec des bateaux à faible tirant d'eau, des navires et des monitors. Mais lorsqu'ils affrontent des ouvrages comme le fort McAllister au sud de Savannah, leur effort de bombardement est vain. Les fédéraux ne pourront progresser vers Savannah jusqu'à la marche de l'intérieur menée par le général William T. Sherman en 1864.
Au moment où le fort Pulaski est coupé de Savannah en avril 1862, la garnison, commandée par le colonel Charles H. Olmstead a vu ses effectifs réduits de 650 à 385 officiers et hommes de troupe. Ils sont organisés en cinq compagnies d’infanterie et ont 48 canons, dont dix columbiads, cinq mortiers, et un 110 mm (4.5-inch) Blakely rifle. La batterie confédérée de Tybee Island a été démantelée auparavant et abandonnée, les canons ont été déplacés dans le fort. Le fort est approvisionné le 28 janvier 1862 avec 6 mois de ravitaillement en nourriture.
En accord avec Lee, Olmstead distribue de l'armement sur les remparts et dans les casernements pour couvrir toutes les approches, et plusieurs sont placés pour couvrir les marais de l'ouest et le canal nord de Savannah. Les maraudeurs confédérés brulent les cultures de coton dans les îles pour éviter qu'elles tombent dans les mains des fédéraux. Les aides à la navigation comme le phare de Tybee sont démontés et brûlés. Les rapports provenant du terrain précisent que les troupes confédérées mettent le feu à tout ce qui pourrait servir aux troupes fédérales qui progressent.

## L'avance fédérale
En août 1861, le secrétaire à la guerre Cameron autorise un « corps expéditionnaire » conjoint de l'armée et de la marine. Le brigadier général Thomas W. Sherman commandent les unités de l'armée, et l'amiral Samuel Du Pont commande les forces navales. Les forces de l'Union cherchent à reprendre le fort Pulaski en tant que propriété fédérale, pour fermer l'accès au port de Savannah et pour étendre leur blocus vers le sud. Elles ont, en premier lieu, besoin d'un poste d'approvisionnement en charbon pour l'escadre de l'atlantique sud qui participe au blocus de l'Union. Il peut alors servir de base pour l'expédition. Le fort Sumter ne sera repris qu'en 1865, mais la bataille de Port Royal répond au besoin immédiat d'une zone de transit à proximité.

### Le blocus

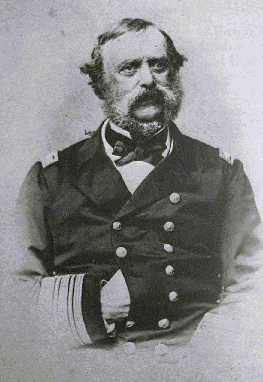
Samuel F. Du Pont, amiral commandant les forces navales de l'Union
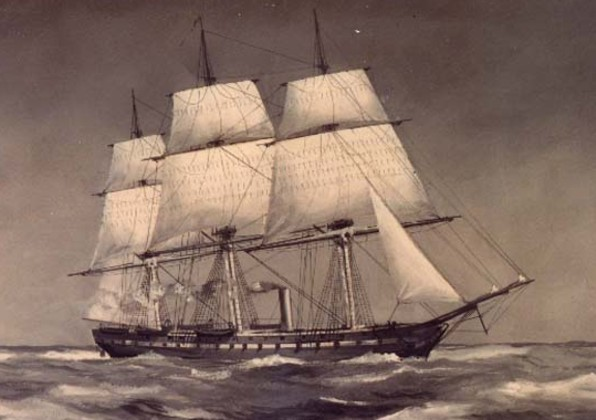
Équipage à terre de l'USS Wabash maniant un canon Parrott
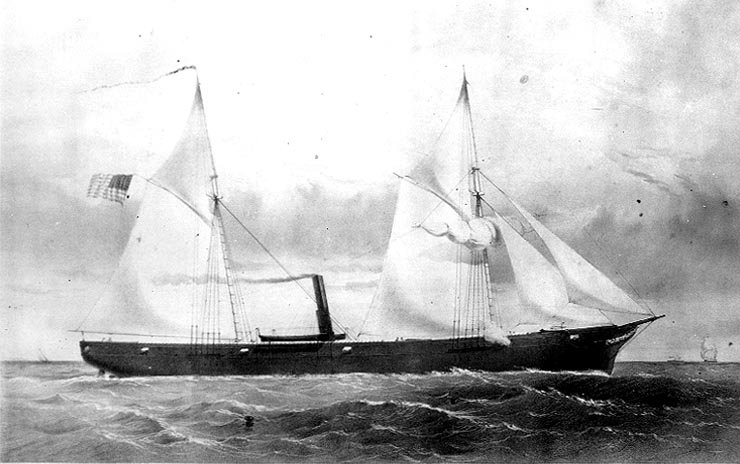
USS Unadilla, une canonnière dans le blocus de Savannah

Alors que les forces de l'Union sont en passe de prendre Port Royal, le contre-amiral Josiah Tattnall, CSN, et sa « flotte moustique » organise une défense active, harassant les unités de l'escadre de l'atlantique sud de l'Union. Dans les mois qui suivent, Tattnall, un officier de marine expérimenté, entraîne et engage son escadre navale en tant que force expéditionnaire flexible à l'occasion d'opérations côtières, amphibies, de ravitaillement et le long des fleuves. Avec l'approche de l'expédition fédérale sur Port Royal, comprenant quinze vaisseaux de guerre sous le commandement de l'amiral Du Pont, l'« escadre du fleuve Savannah » confédérée effectue une sortie avec les bâtiments CSS Savannah (navire amiral), Sampson, Lady Davis et le ravitailleur Resolute. Ces quatre bâtiments accompagné du corsaire-négrier Bonita reconverti, rencontre huit des quinze bâtiments de Du Pont le 5 novembre, et sont « surpassés en puissance de feu et surclassés ».
Ils se retirent pendant la nuit vers Skull Creek, en Géorgie. Ils effectuent une nouvelle sortie le lendemain. Sous le couvert des tirs du « vieux Savannah » qui engage les navires lourds de l'Union à proximité, le Sampson prend part aux opérations amphibies qui extrait des troupes de la garnison de Port Royal. Le Resolute, de retour d'un mission de livraison de dépêches à la ville de Savannah, évacue la garnison àfort Walker. Il accoste à Pope’s Landing, Île de Hilton-Head, et embarque les canons confédérés abandonnés sur place. Le Savannah débarque un groupe de Marines pur soutenir le fort Beauregard sous le feu des bâtiments de l'Union, mais le fort est perdu avant que les renforts ne puissent arriver. Le navire embarque la garnison et retourne à Savannah pour des réparations.

### Contact
Après avoir construit des installations sur Hilton Head Island, les fédéraux commencent les préparations du siège du fort Pulaski. L'expédition de l'Union capture ensuite Tybee Island.
L'avance de l'Union sur le fort Pulaski commence le 24 novembre 1861. À la suite des reconnaissances qui ont montré que les confédérés ont abandonné Tybee Island, l'amiral Du Pont envoie un raid amphibie de trois canonnières sur le phare de Tybee Island. Après avoir été sous un bombardement naval de deux heures, les piquets confédérés mettent le feu au phare et se retirent. Le commander Christopher Rodgers, USS Flag, commande une compagnie de débarquement de marins et de Marines à partir de treize bateaux à fond plat pour occuper le phare et la tour Martello, et y lever les couleurs nationale. Pendant la nuit, une compagnie réduite allume des feux de camp factices pour tromper les confédérés à terre,. Deux jours plus tard, l'amiral Du Pont et le général Thomas Sherman font personnellement une reconnaissance, et le 29 novembre 1861, le général Gillmore, le commandant des chefs ingénieurs, avec trois compagnies du 4th New Hampshire, prend officiellement possession de l'île entière sans opposition. La marine met en place les liaisons logistiques, et le 20 décembre 1861, l'armée a suffisamment de matériel pour établir une « emprise permanente ».
Le dernier forceur de blocus à rejoindre Savannah est le bateau à vapeur britannique Fingal. Son chargement d'armes et de munitions atteint l'entrée de Wassaw Sound à l'embouchure du fleuve Savannah durant une nuit claire de la mi-novembre, mais un brouillard épais en début de matinée masque sa progression le long de la barre et en aval du fleuve. Plus tard, il fera deux tentatives infructueuse de forcer le blocus avant d'être converti en cuirassier. Le manifeste du navire sur le chargement pour Pulaski mentionne deux canons Blakely de 24 livres et un important lot de fusils d'infanterie Enfield de fabrication anglaise. Alors que l'amiral Du Pont pense à fermer les canaux alternatifs utilisés par les navires locaux, il fait couler des navires chargés de pierres dans le fleuve Savannah, et positionne des canonnières dans les deux estuaires du sud, Wassaw Sound, au sud de Wilmington Island, et Ossabaw Sound à Skidaway Island.
Le 26 novembre 1861, le navire amiral de Tatnall, le CSS "Old" Savannah, accompagné du Resolute et du Sampson, fait une sortie, couvert par les canons du fort Pulaski pour une « attaque courageuse mais brève » des navires de l'Union en dehors de la barre, les repoussant vers la mer. L'escadre de Tattnall se retire en amont du fleuve Savannah pour se ravitailler et deux jours plus tard, les trois bâtiments amènent six mois de ravitaillement dans le fort, malgré « la vive opposition des navires de l'Union ». Le « Old Savannah » est partiellement détruit mais rejoint le port. Le Sampson est grandement endommagé, ne retournant en patrouille sur le fleuve Savannah qu'à la mi-novembre de l'année suivante.

## Siège

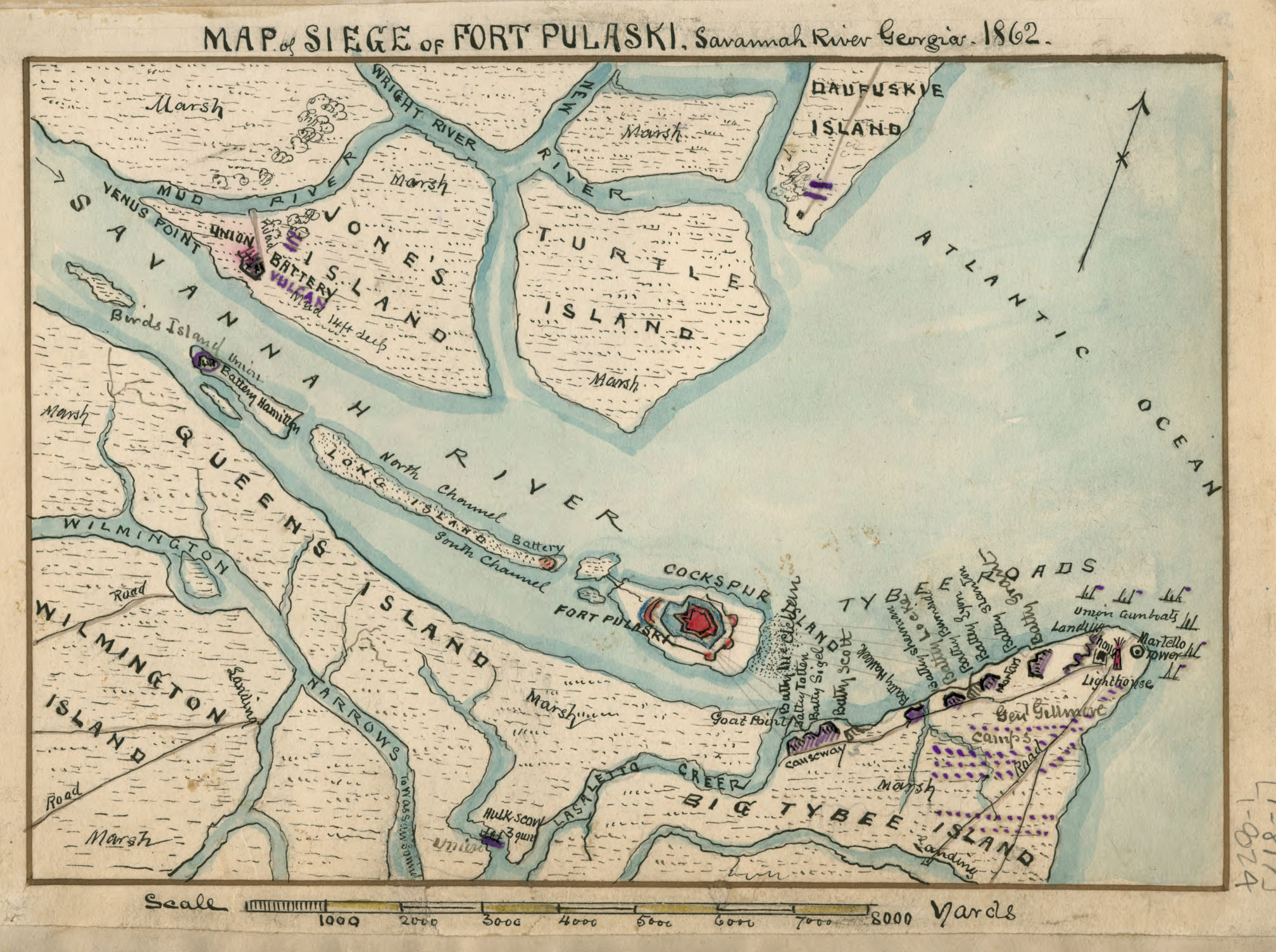
Carte du siège du fort Pulaski. Le fort en rouge avec les batteries à la périphérie, les batteries de l'Union en gris ;
Les batteries assiègeantes bénéficient d'un soutien d'infanterie et de canonnières pour couper Pulaski de Savannah

Le plan du siège de l'Union fera date dans l'histoire militaire. Quincy Adams Gillmore est le chef le commandant des chefs ingénieurs du général Thomas Sherman. Il avait lu les rapports des tests des canons à fûts rayés expérimentaux, que l'armée avaient commencé à tester en 1859.
À la suite d'une reconnaissance du terrain, il propose un plan non conformiste qui propose de réduire le fort Pulaski à l'aide de mortiers et de canons rayés. Le général Thomas W. Sherman, commandant les troupes, approuve le plan, mais ne promet pas de canons rayés. Son adoption est motivée, ne croyant qu'à un effet limité du bombardement, que « pour secouer les murs de manière aléatoire ». Mais, l'armement innovant va rendre inutile l'assaut des 10 000 hommes déployés. Aucun des deux commandants militaires à la tête des combats, le général de l'Union Thomas Sherman ou le général confédéré Robert E. Lee ne croyaient que le fort pourrait être capturé à partir d'un unique bombardement.

### Les approches
Deux sites sont retenus pour y installer les batteries de l'Union en amont du fort pour l'isoler de Savannah, comme Lee l'avait anticipé. Le premier est à Point Venus à l'est de Jones Island le long de la rive nord du canal nord du fleuve Savannah. Le contre-amiral confédéré Josiah Tattnall avait coulé une goélette de pierre pour obstruer le canal nord qui relie le fleuve à Port Royal, occupé par l'Union, et il fait patrouiller des canonnières confédérées sur le fleuve. Les fédéraux s'attachent à supprimer l'obstacle sur leur ligne de ravitaillement la plus directe ; cela nécessite trois semaines. Un camp et un dépôt de ravitaillement sont établis sur l'île suivante au nord.
Les canonnières de Tattnall maîtrisent encore le cours inférieur autour de Point Venus. En tant que sous-ensemble de la défense active de Lee, l'escadre du fleuve Savannah confédérée mène des patrouilles continuelles. Son canonnage naval oblige les assiégeants de l'Union à effectuer les travaux de long de la rivière de nuit. Les canons fédéraux doivent être tirés à la main dans le marais sur des sections de tram mobiles, les hommes travaillant dans un marais saumâtre infesté d'alligators, immergés au-dessus de la taille la plupart de la journée. Les pièces d'artillerie doivent être placées ensuite sur des plateformes en planches et de sacs pour éviter qu'elles ne sombrent dans le bourbier. Les soldats se reposent pendant la journée.
Selon les estimations de Lee, le fort ne peut être réduit par un bombardement pour un assaut frontal mais seulement pas la famine. Tant que le ravitaillement peut être assuré, le fort tiendra. Le dernier bateau de ravitaillement confédéré à rejoindre le fort Pulaski est le petit bateau à vapeur Ida. Le 13 février 1862, il assure une liaison de routine vers le fort en descendant le canal nord. La nouvelle batterie fédérale sur la rive nord ouvre le feu pour la première fois. Le vieux bateau à aubes rejoint le fort Pulaski et la batterie tire neuf fois avant que les canons ne reculent hors de leurs plateformes. Le troupes de l'Union modifient les plateformes et repositionnent les canons. Deux jours plus tard, Ida navigue sur le canal sud sous le phare éteint et retourne à Savannah par Tybee Creek.
Une fois la batterie de l'Union de Venus Point découverte, les canonnières confédérées engagent des duels d'artillerie, mais sont repoussées. Pendant la semaine suivante, les assiégeants encerclent complètement le fort. Les fédéraux construisent une autre batterie sur le fleuve Savannah en face de Venus Point. Ils posent une barrière au travers de Tybee Creek et coupent la ligne de télégraphe entre Savannah et Cockspur Island. Deux compagnies d'infanterie sont retranchées à proximité pour repousser les raids confédérés et une canonnière est affectée pour patrouiller sur le canal et soutenir l'infanterie. À la fin de février 1862, plus aucun ravitaillement ni renfort ne peut parvenir dans le fort ; la garnison confédérée ne peut plus en sortir. Le dernier lien de communication restant est un courrier hebdomadaire qui effectue ses liaisons en nageant dans le marais.
À la fin de février, Tattnall met au point un assaut amphibie contre les deux batteries avancées de Venus Point et Oakley Island. Le général Lee intervient personnellement. Les préparations au « vieux fort Jackson » ne sont pas terminées. Bien que le navire amiral de Tattnall soit remis en service depuis la sortie de ravitaillement de janvier, l'une des trois canonnières est toujours sérieusement endommagée. Lee pense qu'en cas d'échec du plan de Tattnall, la ville serait exposée elle-même à une attaque. Le combat à trois contre sept n'avait pas été en faveur des défenseurs de Savannah. Un possible match à deux contre sept contre des bâtiments mieux armés ne promet pas mieux. Aucun autre plan n'est établi pour libérer le fort ; dans tous les cas, il a sans doute seize semaines de provisions en stock. Pendant ce temps, les emplacements fédéraux continuent à être améliorés sur les îles Jones et Bird, à Venus Point et sur d'autres points le long du fleuve. Pendant le bombardement fédéral du fort Pulaski, les 10 et 11 avril 1862, le « vieux Savannah » participe à des tirs de contre-batterie avec les canons de l'Union qui mènent le siège.

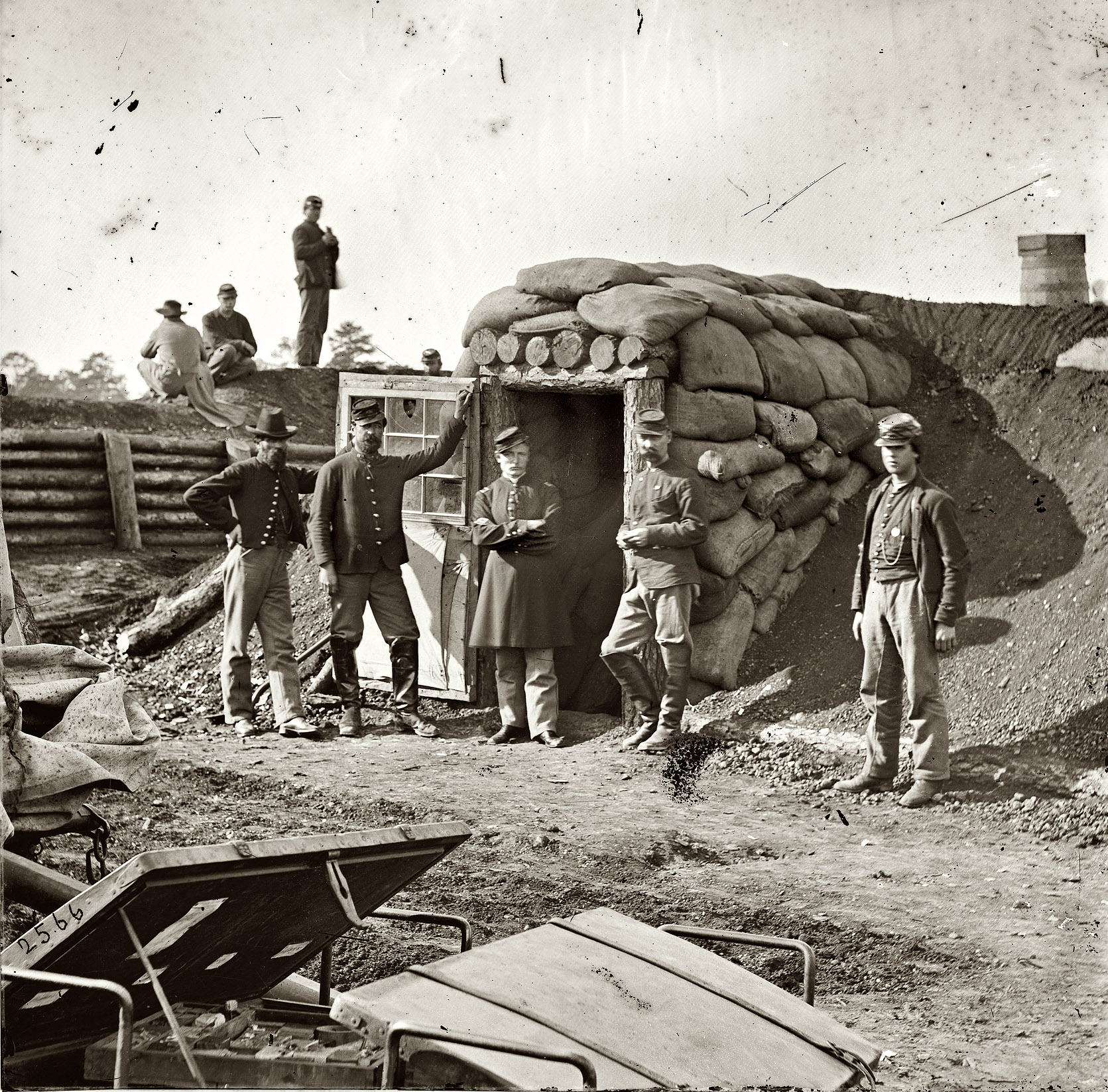
Un abri de l'Union identique à ceux construits sur Tybee Island.

Le canon rayé de gros calibre dont ont besoin les fédéraux pour réduire le fort Pulaski arrive vers février, à l'époque où Gillmore décide de localiser les batteries à l'extrémité nord-ouest de Tybee Island au plus près du fort. Au mois de mars, Gillmore débarque le matériel de siège sur Tybee Island. Les routes sont tracées, les emplacements des canons creusés, les dépôts et les abris construits. Alors que le travail progresse vers le sud-ouest près du fort, dans le dernier mile, les troupes de l'Union sont sous le feu des artilleurs confédérés du fort. Il est rapporté qu'un tir direct dirigé par le colonel Olmstead en personne aurait coupé un soldat de l'Union en deux. Le bombardement qui suit à partir des canons surélevés du fort effectue des barrages de mortier qui obligent à faire de nuit tous les travaux de construction sur Tybee Island. Chaque matin, les éléments incomplets de la construction du siège sont camouflés contre la vue des vigies du fort.
Pour débarquer le canon sur Tybee Island, les pièces d'artillerie doivent être retirées des transports, installées sur des radeaux à marée haute, et échouées près du rivage. À marée basse, les canons sont tirés à bout de bras sur la plage. Deux cent cinquante hommes sont nécessaires pour bouger le mortier de 330 millimètres  sur un charrette à bras. Les opérations amphibies ultérieures de l'Union utiliseront la « main d’œuvre de contrebande » pour la plupart de ces travaux. Sur le front de 4 kilomètres, les ingénieurs doivent construire près d'1,6 kilomètre de chemin de rondins fait à partir de bottes de broussaille pour éviter que les canons ne sombrent dans le marais. Alors que les débarquements ont lieu de jour comme de nuit en fonction des marées, le bombardement confédéré réalisé par les artilleurs du fort Pulaski oblige à ce que les mouvements fédéraux dans l'île n'aient lieu que durant la nuit. Après un mois de travail, 36 mortiers, canons lourds et canons rayés sont en position.
L'un des deux mortiers de 330 millimètres (13-inch) de la batterie Halleck à une portée de 2,2 kilomètres reçoit le rôle de donner le signal de l'ouverture du bombardement. La batterie procède par un bombardement des façades nord et nord-est par des tirs plongeants, « explosant après impact, mais pas avant ».
Les quatre batteries les plus près du fort ont chacune une mission spécifique. La batterie McClellan à 1,5 kilomètre de portée avec ses deux canons rayés James de 84 livres et ses deux de 64 livres (anciennement de 42 et 32 livres), doit ouvrir une brèche dans le pancoupé entre les façades sud et sud-est et la meurtrière adjacente (un pancoupé est un point arrondi d'une fortification multifaçades). La batterie Sigel à 1 530 mètres comprend les cinq Parrotts de 30 livres et un canon rayé James de 48 livres (anciennement un canon à âme lisse de 24 livres). Sa mission est de tirer sur les canons à barbette jusqu'à ce qu'ils soient réduits au silence, puis de passer à des obus perforants sur les murs sud-est et la meurtrière adjacente, à un rythme de 10 à 12 tirs par heure, pour effectuer des ouvertures dans les murs pour les assauts d'infanterie planifiés qui suivront. La batterie Totten, à une portée de 1,5 kilomètre avec des mortiers de siège de 250 millimètres  (10-inch) doivent faire exploser des obus sur les murs nord-est et sud-est ainsi que sur toute batterie cachée en dehors du fort. La batterie Scott à une portée de 1,6 kilomètre avec ses trois Columbiads de 250 millimètres (10-inch) et celui de 200 millimètres (8-inch) doivent assurer un feu nourri et faire une brèche dans le même secteur que celui de la batterie McClellan.
Les tirs doivent cesser à la tombée de la nuit, sauf directives spéciales, et dans le cas d'un maintien de tirs de harassement intermittent sur le fort pendant la nuit. Un officier de transmission positionné au niveau de la batterie Scott doit fournir les informations de portée aux batteries de mortiers Stanton, Grant et Sherman.

### Le bombardement
Après les fortes chutes de pluie du 9 avril 1862, tout est prêt pour les fédéraux le 10 avril 1862, et le commandant du département, nouvellement nommé, le major général David Hunter, envoie une demande de « reddition immédiate, la restitution du fort Pulaski à l'autorité et la propriété aux États-Unis ». Le colonel Olmstead répond lors « je suis ici pour défendre le fort, pas pour le rendre ». Le bombardement débute à 8 heures, se concentrant sur le coin sud-est du fort qui souffre énormément. L'artillerie confédérée est décrite par le commandant de l'Union comme « tirant de manière efficace et précise... avec une grande précision, non seulement sur nos batteries, mais aussi sur les individus isolés qui passent entre elles ».
Alors que la journée avance, les tirs de contre-batterie en provenance du fort Pulaski s'arrêtent progressivement lorsque leurs canons sont soit démontés soit mis hors de service. Deux columbiads de 250 millimètres de l'Union reculent hors de leur emplacement. Les mortiers de 330 millimètres n'atteignent leur cible que moins de 10 % des tirs. Les tirs des canons Parrotts, James et columbiads modifiés s'avèrent efficaces. S'ensuit une accalmie venant du fort, mais les artilleurs confédérés rouvrent énergiquement le duel de contre-batterie qui oblige les Parrotts à détourner les tirs prévus sur les murs vers les canons confédérés jusqu'à ce qu'ils soient réduits au silence. À la tombée de la nuit, une brèche est ouverte dans le mur au coin sud-est. Sous les tirs de harcèlement sporadiques pendant les heures d'obscurité, la garnison sous les ordres de Olmstaed remet en service plusieurs canons.
Pendant la nuit, le navire amiral de Du Pont, l'USS Wabash débarque 100 hommes d'équipage pour manier quatre des canons Parrott de 30 livres. Dans la matinée, avec le vent soufflant de droite à gauche et modifiant la trajectoire des obus, l'artillerie de l'Union reprend le bombardement, concentrant les tirs pour élargir la brèche. Les artilleurs de Géorgie trouvent encore des cibles, et sont décrits dans les dépêches comme des rebelles « tirant... bien toute la matinée, faisant quelques dégâts ». Au même moment, les canons Parrott et les Columbiad ouvrent un grand trou dans le mur, envoyant un tir à l'intérieur du fort et contre le magasin de poudre au nord-ouest contenant vingt tonnes de poudre. Considérant sa situation sans espoir, Olmstead remet la reddition du fort à 14 heures 30 ce jour-là.
Dans son rapport d'après action du siège par son artillerie, le général Gillmore précise « de bon canons rayés, servis avec compétences peuvent ouvrir une brèche rapidement » à 1 400 - 1 800 mètres quand ils sont suivis de gros calibre pour abattre la maçonnerie affaiblie. Rien n'est meilleur que le canon James de 84 livres pour faire des brèches, mais ses rayures doivent être maintenues en état. Les mortier de 330 millimètres n'ont que peu d'effet. Le nouveau canon Parrott de 30 livres a eu un impact majeur sur le cours de la bataille. Le canon rayé tire significativement plus loin avec une plus grande précision et un pouvoir de destruction plus grand que celui des canons à âme lisse utilisés jusqu'alors. Son emploi réalise uns surprise tactique non anticipée par le commandement supérieur des deux camps.

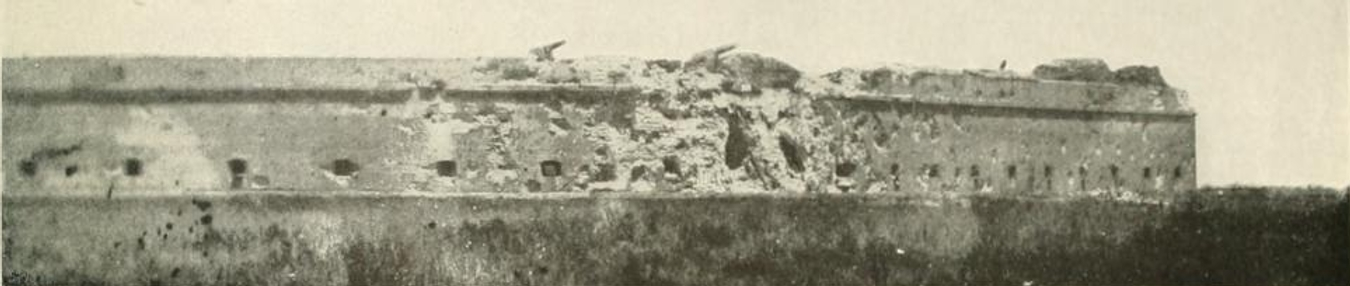
Les batteries rayées lourdes ont pénétré les murs du fort à trois endroits dans le coin sud-est (au centre de la photographie), tandis que des canons à âme lisse n'ont pu que secouer les murs « de façon aléatoire » sans causer de destruction majeure (à droite)

## Conséquence

### Retombées militaires
- Union : l'accès au port de Savannah a été interdit aux confédérés rapidement, entendant le blocus de l'Union. Les dégâts du fort sont réparés en six semaines, et les confédérés ne font aucune tentative pour le reprendre[10]. Les canons rayés lourds rendent les fortifications en maçonnerie obsolètes, révolutionnant la défense côtière, autant que l'a fait le combat entre le Monitor et le Merrimac pour les navires de guerre[10]. La ville de Savannah reste dans les mains des confédérés jusqu'à l'arrivée du major général William T. Sherman en décembre 1864, lors de la marche de Sherman vers la mer[10].

Les « leçons apprises » par l'Union ne sont pas adoptées immédiatement. Lors de son attaque en décembre 1864 sur le fort Fisher, le bombardement est diffus et éparpillé, sans faire de véritable dégâts après les plusieurs tirs effectués sur le mât du fort. L'amiral Porter adopte le général Gillmore pour une deuxième attaque, désignant des cibles jusqu'à ce qu'elles soient détruites. Le bombardement de janvier 1865 met hors de service 73 des 75 canons du fort et abat quasiment la palissade du fort.
- Confédération : les efforts du contre amiral Josiah Tattnall pour briser le blocus de l'Union à Savannah prolonge l'ère moderne des vaisseaux de guerre blindés avec les cuirassés CSS Atlanta (1862) et CSS Savannah (1863)[37]. Pour concevoir les défenses de Savannah, une station de torpilles est installée[55] sous commandement militaire. Le cuirassé USS Montauk survit à la détonation d'une torpille lors d'une attaque du fort McAllister en 1863[56]. En raison de la pénurie de moteurs de marine, la marine confédérée construit une batterie flottante, le CSS Georgia (1863). Le comblement des trous et des connexions des voies ferrées de Savannah, Augusta, et Charleston permet le mouvement rapide de troupes et le ravitaillement de Charleston assiégé de fin 1862 jusqu'en 1864[57].

Les « leçons apprises » par les confédérés sont immédiatement appliquées pour la défense de Charleston, SC. Après sa libération en tant prisonnier de guerre, le colonel Olmstead est affecté en tant qu'ingénieur et au service de l'artillerie là-bas. Les assauts navals et amphibies répétés de l'Union échouent entre 1862 et 1865, les canonnières et cuirassés de l'Union souffrent de dégât substantiels et de pertes par l'artillerie et les mines confédérées.

### Les hommes de guerre
- Union : le général David Hunter, édite sir ordre général numéro onze le 9 mai 1862 qui libère tous les esclaves de Floride, Géorgie et de Caroline du Sud. Le président Lincoln l'abroge rapidement, réservant ce « supposé pouvoir » à sa seule discrétion si cela s'avère indispensable pour sauver l'Union. L'abolition est hors du champ de responsabilité des commandants militaires[58]. Néanmoins, le fort Pulsaki devient une station du chemin de fer clandestin, initiant l'éducation des affranchis et le ravitaillement de 517 afro-américain de Géorgie qui servent dans la marine de l'Union entre 1862 et 1865[59].
- Confédération : fin 1864, 520 officiers confédérés prisonniers sont transférés dans le fort Pulaski. Le commandant du fort, le colonel Philip P. Brown tente de rétablir des rations alimentaires normales, mais le commandant du district l'interdit et place les hommes sous un régime de ration de famine à compter du 15 décembre 1864. Après le changement du commandant de district, une inspection médicale donne lieu au rétablissement des rations normal à partir du 27 janvier 1865. Cinquante-cinq hommes meurent avant qu'il ne soient transférés au fort Delaware en mars 1865. Ces prisonniers sont les « six cents immortels » de la confédération[60].

### L'accès actuel
- Le fort Pulaski, est situé sur une île barrière près de Savannah, en Géorgie. Il est ouvert au public en tant que monument national du fort Pulaski et musée. C'est une fort de « troisième génération » du système de défense côtière des États-Unis. Sa « conception scientifique » a été supervisée par Robert E. Lee et la défense en profondeur de 112 jours a été mise en place sous son commandement. La construction des fort de troisième génération a été réalisée sous les secrétaire à la guerre William H. Crawford de Géorgie, et John Calhoun de Caroline du Sud.
- Le « vieux » fort (James) Jackson, est situé dans la ville de Savannah. C'est un fort de « seconde génération » et un musée, incluant l'histoire de la révolution américaine, la guerre anglo-américaine de 1812, et la guerre de Sécession. Les forts de deuxième génération a commencé sous l'administration de Thomas Jefferson. Il est entretenu par la société de l'héritage côtier.
- Le fort McAllister, un ouvrage confédéré qui a défait six fois une attaque de Monitor de l'Union, est préservé en tant que parc historique du fort McAllister, un parc de l'État de Géorgie situé juste au sud de Savannah. Sa construction a commencé sous la présidence de Jefferson Davis, avec le secrétaire à la guerre Judah P. Benjamin de Caroline du Sud.

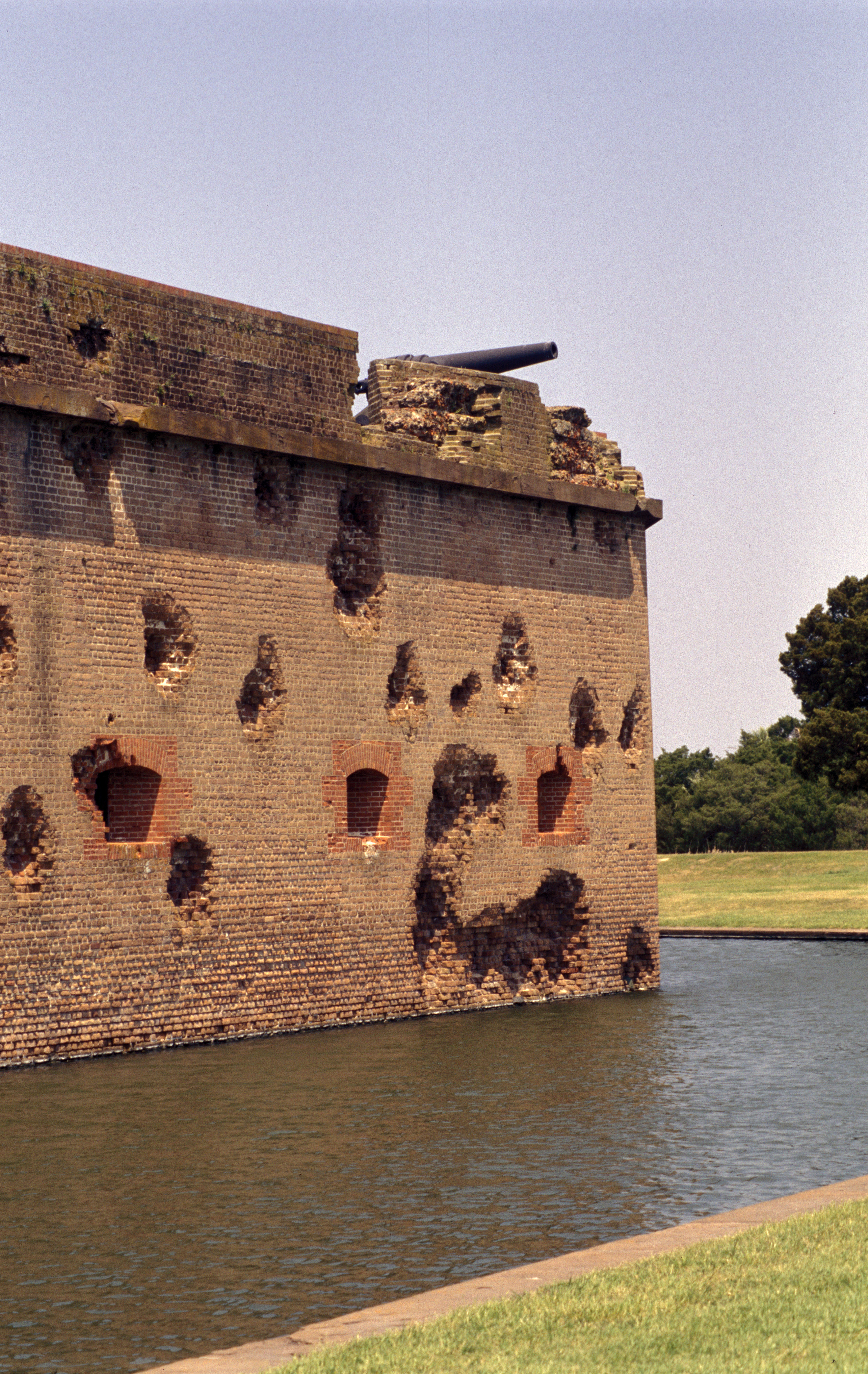
Mur qui a été ouvert puis réparé avec ses douves autour du fort
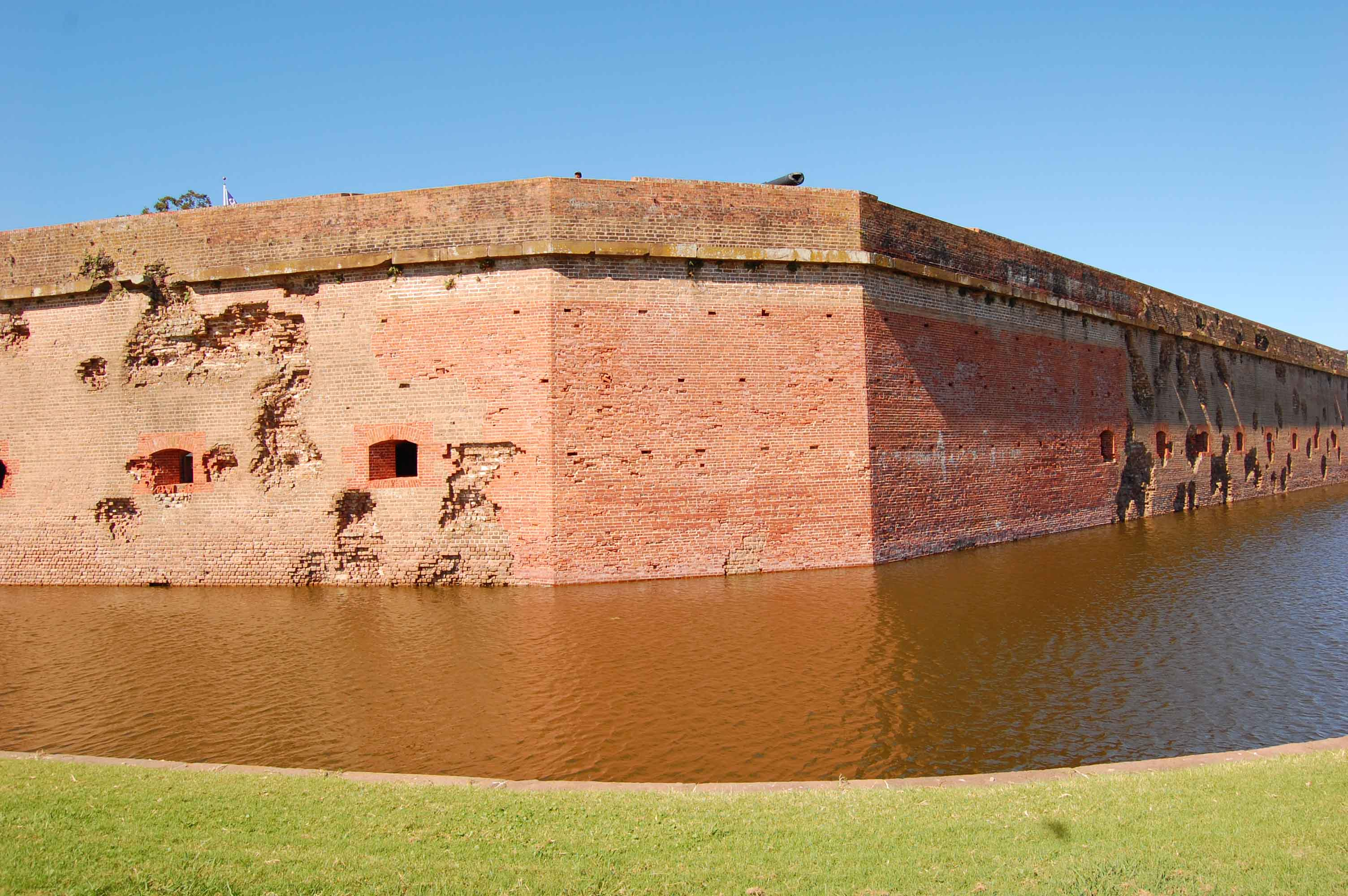
Pont-levis sur le fossé
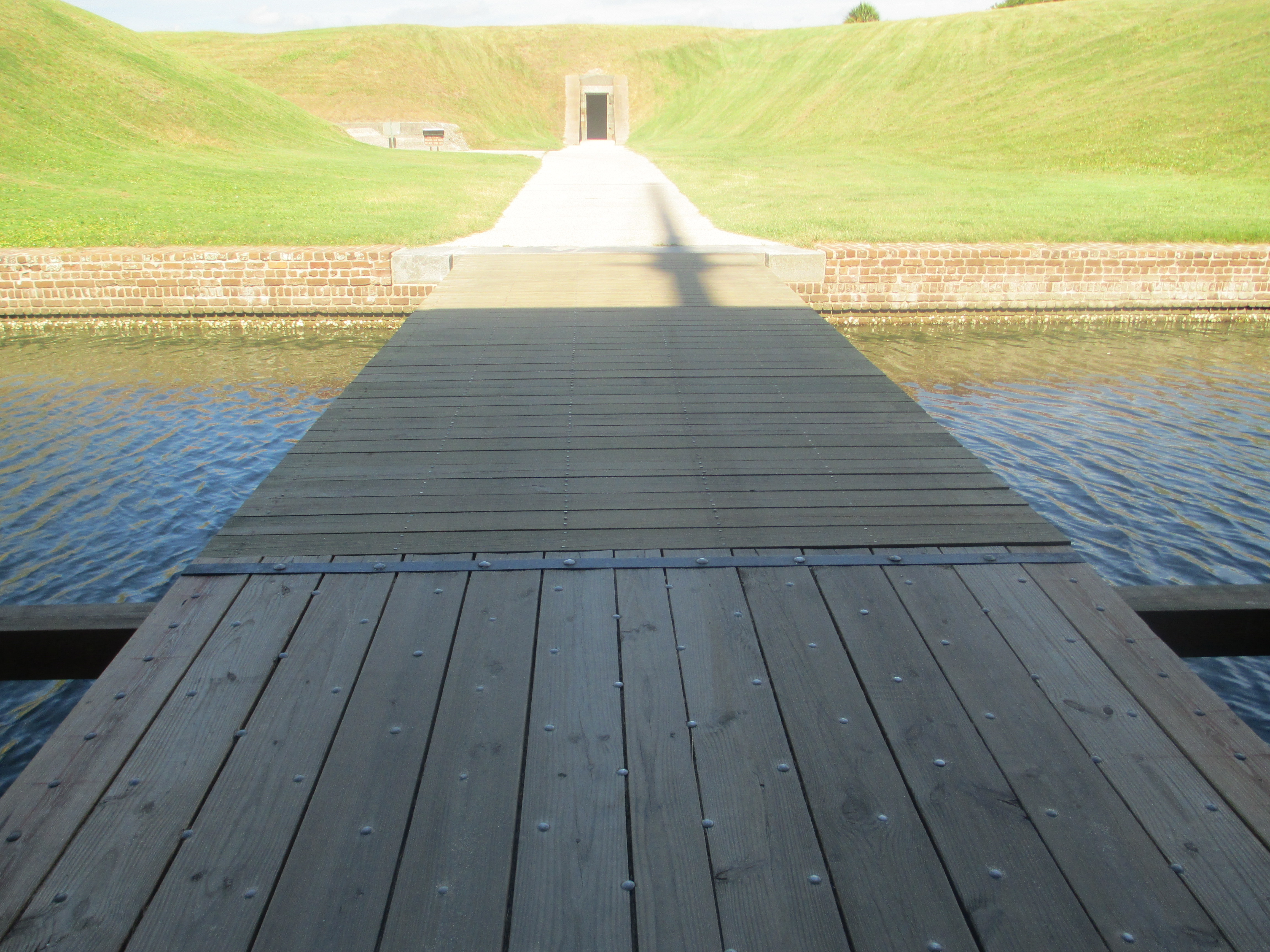
Vue du monument national du fort Pulaski
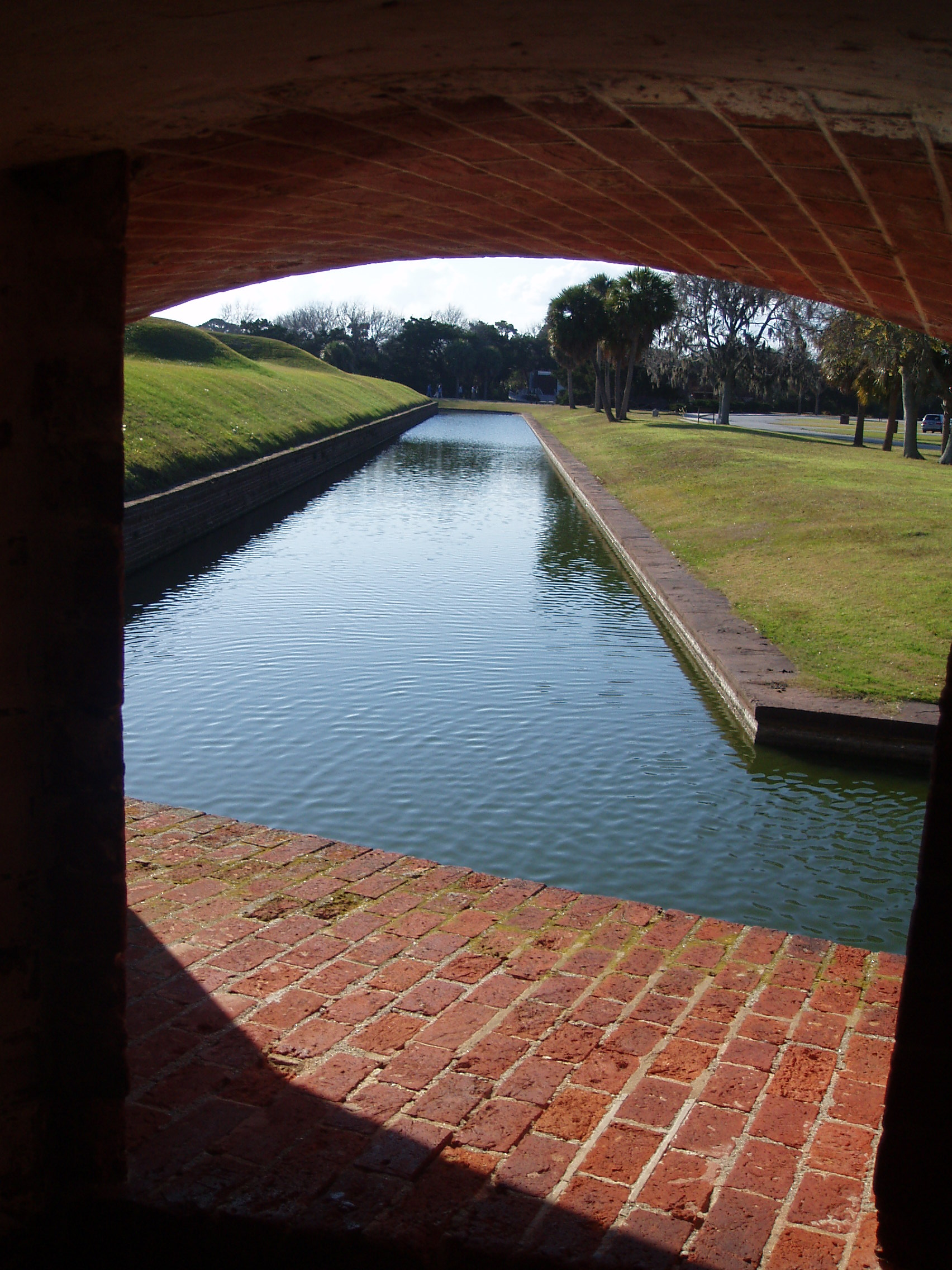
Plaque de l'émancipation au fort Pulaski
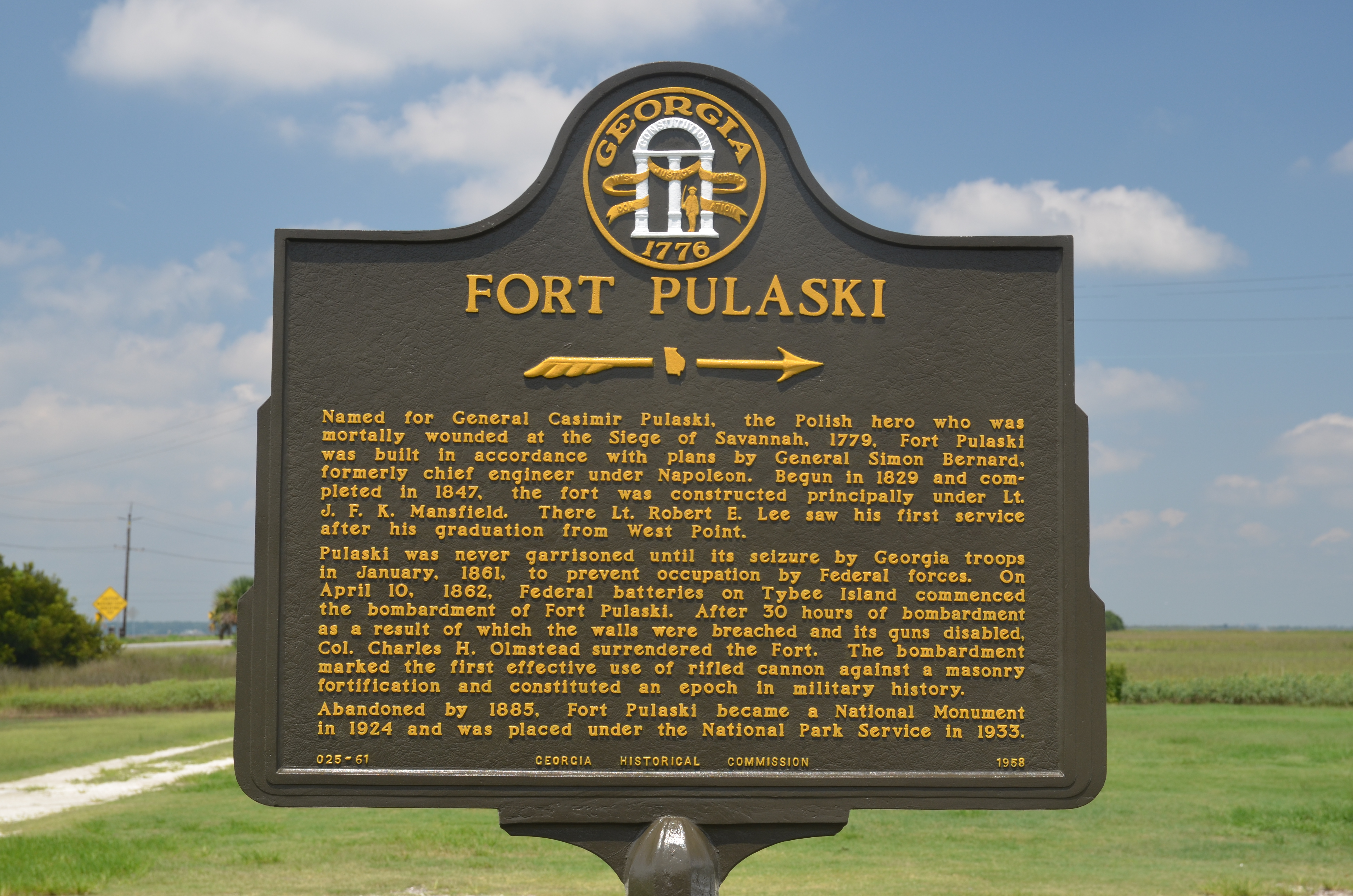
Plaque commémorative.

### Archives
- Gillmore, Q. A., Official report... of the siege and reduction of Fort Pulaski, Georgia, March and April, 1862.
par le brigadier général Q.A. Gillmore, capitaine des ingéniers, U.S.A., au département des ingénieurs des États-Unis 1862, D.Van Nostrand, NY.
- A compilation of the Official Records of the Union and Confederate Navies in the War of the Rebellion, Series I, volume 12, Cornell University, Making of America.
- The War of the Rebellion: A Compilation of the Official Records of the Union and Confederate Armies, Series 1, vol. 6 chap. 15, Operations on the Coasts of South Carolina, Georgia, and Middle and East Florida, Aug 21, 1861 – Apr 11, 1862. vol. 44, Vol. 14, Chap. 26. Government Printing Office. Cornell University, Making of America.
- Davis, George B., Leslie J. Perry, and Joseph W. Kirkley 1894 Atlas to Accompany the Official Records of the Union and Confederate Armies. Originally published in 1891, Government Printing Office, Washington, D.C.
- Dyer, Frederick Henry, compiler, 1979  A compendium of the War of the Rebellion, Compiled and Arranged from Official Records of the Federal and Confederate Armies, Reports of the... Several States, the Army Registers, and Other... Two Volumes. National Historical Society with the Press of Morningside Bookshop, Dayton, Ohio. Originally published in 1908.
- Schiller, Herbert M., Sumter is Avenged! The Siege & Reduction of Fort Pulaski. Shippenburg: The White Mane Publishing Company, Inc., 1995.
- Victor, Orville James., The history, civil, political and military of the Southern Rebellion....  (ISBN 978-1-149-22724-4) The publishers copyright is dated 1861, the preface for volume 2 is dated 1863.

### Mémoires et biographie
États-Unis
- Gillmore, Quincy A. "The Siege and Reduction of Fort Pulaski" (1863)  (ISBN 0-939631-07-5)
- Porter, David D., “The Naval History of the Civil War”
- Weddle, Kevin J., "Lincoln's Tragic Admiral: The Life of Samuel Francis Du Pont" Charlottesville: University of Virginia Press 2005.  (ISBN 978-0-8139-2332-1)

États confédérés
- Jones, Charles C., Jr. The life and services of Commodore Josiah Tattnall 1878. Morning News steam printing house, Savannah.
- Jones, Charles C., Jr., “Military lessons inculcated on the Coast of Georgia during the Confederate War” une allocution devant l'association des survivants de la Confédération, Augusta Georgia, April 26, 1883. par le colonel Charles C. Jones, Jr., pres. of the association.
- Olmstead, Charles H., “The Memoirs of Charles H. Olmstead”. Hawes, Lillian, editor 1964 Collections of the Georgia Historical Society 14.

### Monographies
- Jones, Jacqueline. “Saving Savannah: The City and the Civil War” (2009)  (ISBN 1-4000-4293-3)
- Schiller, Herbert M., “Sumter is avenged: the siege and reduction of Fort Pulaski”, 1995. White Mane Pub.  (ISBN 978-0-942597-86-8)
- Tomblin, Barbara Brooks. Bluejackets and Contrabands: African Americans in the Union Navy, 2009. U of Ky Pr.  (ISBN 978-0-8131-2554-1)
- Wilson, Harold S. “Confederate Industry: Manufacturers and Quartermasters in the Civil War” 2002,  (ISBN 1-57806-462-7)

### Curriculum
- Erickson, Ansley. "War for Freedom: African-American Experiences in the Era of the Civil War, a web-based curriculum.” Service des parcs nationaux. Fichier PDF créé en 2007. Plan du cours “Best practices”, support de cours pour les étudiants. Bien que les sources primaires et secondaires soient omises (le scan est tronqué), il est conforme aux recommandations du département de l'Éducation pour l'enseignement de l'histoire américaine et la certification des enseignants.